# Svobodnensky (huyện)
Huyện Svobodnensky (tiếng Nga: ? райо́н) là một huyện hành chính tự quản (raion), của Tỉnh Amur, Nga. Huyện có diện tích 7447 km², dân số thời điểm ngày 1 tháng 1 năm 2000 là 16300 người. Trung tâm của huyện đóng ở Svobodnyy.